# Weith László
Weith László (Érmihályfalva, 1914. április 3. – Nagybánya, 1973. január 30.) festőművész, grafikus.

## Életpályája
1914. április 3-án született Érmihályfalván. A festészet alapjait a nagybányai művésztelep szabadiskolájában sajátította el. Nevét 1927–1932 között tüntették fel a festőiskolai névsorban. 1927-ben a szabadiskola, 1928–1932 között pedig a Szépművészeti Iskola növendéke volt. Külön oktatta Ziffer Sándor festőművész is. 1941-től jelentkezett a művésztelep kiállításain.
Nagybányán telepedett le és élt haláláig.
1953-ban házasságot kötött Agricola Lídia festőművésszel, aki szintén a Nagybányai Festők Társaságának tagja.
Nagybányán halt meg 1973. január 30-án.

## Munkássága
A Nagybányai Festők Társaságának 1941-től volt tagja, gyakran szerepelt csoportos kiállításokon is. Tájképein és portréin a kolónia hagyományait követte.
Mesterei Mikola András és Krizsán János voltak.
A második világháború után a szocreál elvárásainak megfelelően élmunkás portrékat, kompozíciókat festett, később azonban különösen érzékeny rajzaiban visszatért művészete eszményképeihez.